# Vulvodynie
 Mise en garde médicale
La vulvodynie est « un inconfort vulvaire chronique, le plus souvent à type de brûlure, sans lésion visible pertinente et sans maladie neurologique cliniquement identifiable,. » qui a des répercussions négatives sur la sexualité, le bien-être (physique, mental et social) et l'estime de soi, et peut être source de dépression. Elle est la cause la plus fréquente de pénétration douloureuse selon Sadownik et Brotto (2012). Les symptômes incluent typiquement une sensation de brûlure ou d'irritation. L'ISSVD a établi que les symptômes devaient durer au moins trois mois pour que le diagnostic soit posé. On parle de vulvodynie provoquée quand la douleur n'apparaît que lorsqu'il y a contact avec la vulve. Quand la douleur concerne plus précisément le vestibule (entrée du vagin), on parle de vestibulodynie provoquée.
La cause exacte de la vulvodynie reste souvent inconnue. Plusieurs facteurs peuvent être impliqués, comme la génétique, l'immunologie, un traumatisme et/ou des facteurs psychologiques, et peut-être le régime alimentaire. Le diagnostic est effectué par élimination des autres causes possibles, et peut ou non comprendre une biopsie de la zone.
Le traitement peut inclure diverses mesures, cependant aucune n'est efficace universellement, « les traitements biomédicaux n’apportent que des avantages modestes pour la douleur et le fonctionnement sexuel », et les preuves de leur efficacité manquent souvent. Parmi les mesures possibles on compte un adoucissement des soins vulvaires, de la kinésithérapie avec ou sans biofeedback, un accompagnement sexologique, un traitement médicamenteux, et, en cas d'inefficacité des traitements conservatifs, la chirurgie, l'hypnose…
La vulvodynie toucherait jusqu'à 16 % des femmes, de tous âges.

## Historique
La Société internationale de pathologie vulvaire (en anglais : International Society for Study of Vulvar Disease, ISSVD) a défini la vulvodynie en 2003 : « un inconfort vulvaire chronique, le plus souvent à type de brûlure, sans lésion visible pertinente et sans maladie neurologique cliniquement identifiable,. »

## Épidémiologie
Le pourcentage de personnes affecté n'est pas entièrement clair, mais les estimations vont jusqu'à 16%.
D'autres pathologies qui ne sont pas réellement des vulvodynie peuvent être confondues avec (puisque le diagnostic de la vulvodynie se fait par exclusion des autres causes possibles de douleurs vulvaires). 
Les douleurs vulvaires sont une plainte fréquente des personnes consultant des gynécologues, avec jusqu'à 15% des consultations qui concernent des vestibulodynies.

## Symptômes
La douleur, le symptôme le plus notable de la vulvodynie, est souvent décrite comme une sensation de brûlure, de piqûre, d'irritation ou de douleur aiguë, au niveau de la vulve ou du vestibule (on parle alors de vestibulodynie). C'est une dyspareunie, qui selon divers auteurs est la plus fréquente des causes de pénétration vaginale douloureuse.
La vulvodynie peut ne toucher qu'une partie de la vulve ou être généralisée, s'étendant alors parfois jusqu'au clitoris (clitorodynie).

La douleur peut être constante, intermittente ou ne survenir qu'au contact physique, ou durant un acte sexuel, ou quand un tampon est inséré, ou après une pression prolongée sur la vulve (par exemple en position assise, sur un vélo, ou à dos de cheval), mais la vulvodynie s'étend en général sur de longues périodes.
La vulvodynie est souvent dite idiopathiques (sans cause particulière trouvée par le médecin).

### Vestibulodynie
La vestibulodynie, vestibulite vulvaire ou « vulvodynie provoquée localisée (dans le vestibule) » désigne une douleur dans la région vestibulaire. Elle tend à être associée à une douleur de type "brûlure" ou "coupure" très localisée.
La vestibulodynie est le type de vulvodynie le plus fréquent chez les femmes préménopausées – la prévalence du syndrome étant évaluée à entre 10 et 15% des femmes en consultation gynécologique,.

## Physiopathologie
Un très large panel de causes et de traitements de la vulvodynie sont en cours d'exploration. De plus, il y a probablement plusieurs causes à l'œuvre, certaines ne pouvant être retrouvées que chez une partie des patientes.
Parmi les causes possibles, on compte le syndrome de Sjögren (qui peut provoquer une sècheresse vaginale chronique), une prédisposition génétique à l'inflammation, des allergies ou autres sensibilités (aux oxalates dans l'urine par exemple, notamment en cas d'incontinences), une maladie auto-immune comme le lupus érythémateux, l'eczéma ou le lichen scléroatrophique, une infection (par exemple une infection fongique, une vaginose bactérienne, PVH, HSV), une blessure, ou une neuropathie – par exemple avec un grand nombre de terminaisons nerveuses dans la région vaginale.
Certains cas semblent être une complication de chirurgie génitale (comme la labiaplastie).
La prise de contraceptifs hormonaux à faible dose d'œstrogène avant l'âge de 16 ans pourrait prédisposer à la vestibulodynie. Chez des femmes sans vestibulodynie, l'utilisation de contraceptifs hormonaux a également été associée à un seuil de douleur significativement réduit, surtout dans la zone postérieure du vestibule. Des problèmes de diaphragme pelvien pourraient également être à l'origine de la douleur dans certains cas.

## Diagnostic
Le diagnostic s'effectue par exclusion des autres problèmes vulvovaginaux possibles. Il est usuellement posé à la suite d'une part des plaintes de la part de la patiente ou du patient, et d'autre part d'un diagnostic physique normal et l'absence d'autres causes identifiables au diagnostic différentiel. 
Un sondage au coton-tige est utilisé pour délimiter les zones de douleur et catégoriser leur sévérité. Les patientes et patients décrivent souvent le contact du coton-tige comme extrêmement douloureux, comme un grattement au couteau. Un diagramme de localisation de la douleur peut être utile pour en contrôler l'évolution temporelle. Le vagin doit être examiné, et des tests de montage humide, de pH, de culture fongique et de marquage Gram doivent être effectués. La culture fongique permettra parfois d'identifier des souches résistantes.
Beaucoup de personnes souffrant de vulvodynie voient plusieurs médecins avant de voir leur diagnostic posé. En 2012, un sondage sur 2 269 femmes a estimé que moins de 50 % des personnes souffrant de vulvodynie cherchaient une aide médicale, et que parmi elles seules 1,4 % avaient reçu un diagnostic. En effet, il semblerait que beaucoup de gynécologues ne soient pas familiers de ces syndromes, bien que cela évolue. Les patientes (et patients) sont souvent hésitantes à chercher un traitement pour une douleur vulvaire chronique, puisque pour beaucoup la douleur a commencé au début de leur vie sexuelle. De plus, l'absence de symptômes visibles signifie que dans beaucoup de cas, la douleur des personnes est remise en question comme étant une exagération.

### Diagnostic différentiel
1. Infections : candidose, herpès, VPH
2. Inflammation : lichen planus
3. Néoplasme : maladie de Paget, carcinome vulvaire
4. Maladie neurologique : névralgie à la suite d'un herpès

## Traitement
La littérature scientifique cite les traitements suivants, dont aucun n'est considéré comme systématiquement efficace. Une prise en charge multidisciplinaire peut être souhaitable.

### Traitements physiques
la physiothérapie du plancher pelvien, kinésithérapie, rééducation (rééducation périnéale, etc. ont été recommandées en 2016 par un « comité d’experts, dans le cadre de la quatrième consultation internationale sur la médecine sexuelle, était composé de chercheurs et de cliniciens de disciplines biologiques et sociales pour l’examen des preuves scientifiques sur l’évaluation et le traitement de la douleur génitale des femmes ». Ils recommandent un traitement chirurgical (vestibulectomie, au cours de laquelle les fibres nerveuses de la zone sont chirurgicalement sectionnées) dans le cas de la vulvodynie provoquée (si d'autres traitements se sont avérés inefficaces). I
ll n'existe pas d'étude de qualité concernant la chirurgie en tant que traitement. Tandis que la chirurgie améliore la situation dans 60 à 90% des cas, les cas traités sans chirurgie ont évolué positivement dans 40 à 80% des cas.
La photothérapie sont utilisées, selon le diagnostic, la patiente et le contexte.
La photothérapie par diodes électroluminescentes (LED pour Light Emitting Diode) est utilisé dans le traitement des vulvodynies, de la sécheresse vaginale, et, plus largement, des douleurs vulvovaginales.
Selon une revue d'étude récente n'ayant porté que sur les thérapies « physiques », outre la physiothérapie et la vestibulectomie, l’acupuncture, la thérapie au laser, la thérapie par ondes de choc de faible intensité, la stimulation nerveuse électrique transcutanée ont montré une certaine efficacité, mais pas la stimulation transcrânienne à courant continu.

### Mode de vie
Un certain nombre de changements de mode de vie sont souvent recommandés, comme d'utiliser des sous-vêtements en coton, ne pas utiliser de substances qui pourraient irriter la zone, et utiliser du lubrifiant lors d'activités sexuelles.

### Accompagnement psychologique
Deux axes d'accompagnement sont possibles :
1. L'éducation sexuelle et les informations à propos de la vulvodynie, de la vestibulodynie, des mécanismes en jeu lors de la pénétration[23] : des séminaires d'éducation menés par des gynécologues, pour des groupes de personnes souffrant de vestibulodynie de contact ou d'intromission, a eu un impact positif sur leurs symptômes psychologiques et leur sexualité[24]. 
La vestibulodynie provoquée, bien que proche à la vulvodynie, est une pathologie spécifique.
2. La psychothérapie peut aider la patiente (ou un couple) à surmonter les barrières psychosociales qui l'empêche de parler en confiance de son problème et de chercher des solutions[25], le cas échéant en la préparant à une kinésithérapie[26]. 
Le biofeedback peuvent diminuer et parfois éviter la douleur (le biofeedback, souvent pratiqué par les kinésithérapeutes, consiste, via un « senseur » inséré dans le vagin à donner à la patiente un meilleur sens de son anatomie interne et une maitrise de la force de ses muscles, en prenant mieux conscience de la différence entre relaxation et contraction. Les sessions sont souvent associées à un travail personnel à domicile, incluant des exercices de Kegel (par exemple, contraction pendant 9 secondes, relaxation pendant 30 secondes, 10 à 15 séries), et de la relaxation.
3. Les études disponibles montrent qu'une gamme de processus généraux de détresse et d’évitement liés à la douleur sont mises en place par les patientes concernées ; avec des processus d’évitement ou d’engagement sexuels/intimes induits par la douleur, affectant le fonctionnement sexuel, source de détresse et/ou d'insatisfaction sexuelle. Ceci, selon Claudia Chisari  & al (2021) « soutient le rôle d’une approche psychosociale » (thérapie de couple[27]…)[5]. 
La dépression, l’anxiété et l’anxiété, la crainte d'exposition corporelle liées à cette douleur, l’acceptation de cette douleur, l’attention aux signaux sexuels, l’hostilité ou la sollicitude du partenaire, l’auto-efficacité et les savoirs ou savoir-faire concernant la pénétration sont des cibles thérapeutiques potentiellement importantes[5].
4. Des programmes de traitement de la vulvodynie provoquée, guidés en ligne sur Internet[28],[29], basés sur les principes de la thérapie d’acceptation et d’engagement sont utilisés par certaines femmes, qui les ont considéré selon une petite étude, comme crédibles, utiles pour mieux gérer la vulvodynie  et comme complément aux soins réguliers, mais sans supprimer la douleur. Les auteurs estiment que « les questions concernant le besoin de plus de soutien et la durée optimale du traitement doivent être évaluées plus avant »[30]*
5. Des solutions plus adaptées aux femmes ménopausées sont recommandées[31]
6. L'hypnose est parfois utilisée avec succès.

### Traitements médicamenteux
Un certain nombre de médicaments oraux, topiques et injectables ont été testés ou utilisés pour traiter la vulvodunie. Les preuves de leur efficacité sont cependant souvent maigres. Ils incluent des crèmes et des onguents contenant de la lidocaïne, des œstrogènes ou des antidépresseurs tricycliques. Les antidépresseurs et anticonvulsants sous forme de pilule sont parfois utilisés mais ont été très peu étudiés. Les médicaments injectables comme des stéroïdes ou de la toxine botulique (la substance injectable le plus étudié) ont été essayés, avec un succès toujours limité.
Selon une revue d'étude (2023), La gabapentine et la désipramine orales ont montré une certaine amélioration de la fonction sexuelle par rapport au placebo, mais « la petite taille des échantillons et les problèmes méthodologiques ont limité la confiance dans l’interprétation des résultats. La douleur a été réduite dans les études descriptives des antidépresseurs tricycliques, du milnacipran, des anesthésiques injectables et de la toxine botulique. Lorsque la douleur ne s’est pas améliorée avec le traitement, certains médicaments oraux ont amélioré l’humeur et la fonction sexuelle des participants. Certains agents topiques peuvent être efficaces pour réduire la douleur neuropathique à médiation périphérique ».
Le Comité d'experts cités plus haut, suggérait en 2016 d’attendre des preuves plus empiriques avant de recommander des traitements anti-inflammatoires, hormonaux ou anticonvulsivants, en précisant : « Bien que nous ne recommandions pas la lidocaïne, les corticostéroïdes topiques ou les antidépresseurs pour la prise en charge de la vulvodynie, nous suggérons que la capsaïcine, la toxine botulique et l’interféron soient considérés comme des voies de deuxième intention et que leur recommandation soit réexaminée une fois que d’autres recherches seront menées ».

## État de l'art et perspectives de recherche
Selon une revue d'étude récente (2024) faite par des chercheurs nord-américains : il y a un consensus sur l'intérêt d'une prise en charge interdisciplinaire, mais il n'y a pas encore assez de preuves pour suggérer la supériorité d'une modalité de traitement physique plutôt qu'une autres, ou pour recommander une stratégie de prise en charge interdisciplinaire particulière. La recherche doit encore progresser sur le sujet. Il en va de même pour les médicaments selon une revue d'étude publiée en 2023.
En 2021, Claudia Chisari et ses collègues (2021) estiment que la recherche doit encore évaluer la reproductibilité et la généralisabilité des facteurs identifiés, explorer les similitudes et spécificités entre les sous-types de vulvodynies et évaluer les essais de traitements théoriques adaptés.

### Sources connexes
- Lisa Dayan (2024), "Couper la douleur: Vulvodynie, vaginisme, douleurs pelviennes: guérir est possible", Édtions Marabout.